# Список главных тренеров, выигравших чемпионат Европы по футболу
Ниже представлен список главных тренеров, выигрывавших чемпионат Европы по футболу.
Чемпионат Европы по футболу (до 1968 года носил название Кубок европейских наций) — главный континентальный турнир среди сборных стран Европы, в том числе и тех, кто состоит в Европейской ассоциации футбола (англ. UEFA, Union of European Football Associations). Соревнования проходят каждые четыре года (финальная часть), квалификация может стартовать раньше. Всего было проведено 16 розыгрышей турнира, победителями которых становились: СССР, Испания, Франция, Германия, Чехословакия, Португалия, Италия, Дания, Греция и Нидерланды.
На первом чемпионате победила сборная СССР — главным тренером команды тогда был Гавриил Качалин. На данный момент лишь одна команда взяла трофей чемпионов дважды подряд — сборная Испании (2008, 2012), однако сделала это под руководством двух разных тренеров (Луис Арагонес и Винсенте дель Боске соответственно), также Луис Арагонес является самым возрастным главным тренером, бравшим титул чемпиона Европы (69 лет 336 дней). Самый молодой — испанец Хосе Вильялонга (44 года 192 дня). Рекорд по количеству выигранных чемпионатов принадлежит сборной Испании, которая в 2024 году выиграла свой четвёртый трофей под руководством Луиса де ла Фуэнте Кастильо. Два тренера (Хельмут Шён и Винсенте дель Боске) выигрывали со своей сборной как чемпионат Европы, так и чемпионат мира. Отто Рехагель является единственным тренером, который выиграл турнир со сборной не своей страны. В 1996 году единственным человеком, выигравшим чемпионат Европы и как футболист, и как тренер, стал Берти Фогтс.

## Список главных тренеров по годам
| Турнир | Фото | Тренер-победитель          | Гражданство  | Сборная      | Годы пребывания на тренерском посту | Годы жизни | Примечания    |
| ------ | ---- | -------------------------- | ------------ | ------------ | ----------------------------------- | ---------- | ------------- |
| 1960   |      | Гавриил Качалин            | СССР         | СССР         | 1960—1962                           | 1911—1995  | [ 5 ] [ 6 ]   |
| 1964   |      | Хосе Вильялонга            | Испания      | Испания      | 1962—1966                           | 1919—1973  | [ 7 ]         |
| 1968   |      | Ферруччо Валькареджи       | Италия       | Италия       | 1966—1974                           | 1919—2005  | [ 8 ]         |
| 1972   |      | Хельмут Шён                | ФРГ          | ФРГ          | 1964—1978                           | 1915—1996  | [ 9 ]         |
| 1976   |      | Вацлав Ежек                | Чехословакия | Чехословакия | 1972—1978                           | 1923—1995  | [ 10 ]        |
| 1980   |      | Юпп Дерваль                | ФРГ          | ФРГ          | 1974—1984                           | 1927—2007  | [ 11 ]        |
| 1984   |      | Мишель Идальго             | Франция      | Франция      | 1976—1984                           | 1933—2020  | [ 12 ]        |
| 1988   |      | Ринус Михелс               | Нидерланды   | Нидерланды   | 1986—1988                           | 1928—2005  | [ 13 ]        |
| 1992   |      | Рихард Мёллер-Нильсен      | Дания        | Дания        | 1990—1996                           | 1937—2014  | [ 14 ]        |
| 1996   |      | Берти Фогтс                | Германия     | Германия     | 1990—1998                           | род. 1946  | [ 15 ]        |
| 2000   |      | Роже Лемерр                | Франция      | Франция      | 1998—2002                           | род. 1941  | [ 16 ]        |
| 2004   |      | Отто Рехагель              | Германия     | Греция       | 2001—2010                           | род. 1938  | [ 17 ]        |
| 2008   |      | Луис Арагонес              | Испания      | Испания      | 2004—2008                           | 1938—2014  | [ 18 ]        |
| 2012   |      | Висенте дель Боске         | Испания      | Испания      | 2008—2016                           | род. 1950  | [ 19 ]        |
| 2016   |      | Фернанду Сантуш            | Португалия   | Португалия   | 2014—2022                           | род. 1954  | [ 20 ]        |
| 2020   |      | Роберто Манчини            | Италия       | Италия       | 2018—2023                           | род. 1964  | [ 21 ] [ 22 ] |
| 2024   |      | Луис де ла Фуэнте Кастильо | Испания      | Испания      | 2022 — н. в.                        | род. 1961  | [ 3 ]         |

## Главные тренеры по странам
| Страна     | Количество тренеров | Количество побед |
| ---------- | ------------------- | ---------------- |
| Германия   | 4                   | 4                |
| Дания      | 1                   | 1                |
| Испания    | 4                   | 4                |
| Италия     | 2                   | 2                |
| Нидерланды | 1                   | 1                |
| СССР       | 1                   | 1                |
| Франция    | 2                   | 2                |